# 喬凡尼·多美尼科·提也波洛
喬凡尼·多美尼科·提也波洛（Giovanni Domenico Tiepolo，1727年8月30日—1804年3月3日）是義大利畫家，喬凡尼·巴提斯塔·提也波洛之子。

## 經歷
生於威尼斯，作為其父的主要助手，跟隨其父前往符茲堡、馬德里等地，為當地宮殿進行裝飾。

## 脚注
1. ↑  Martineau, Jane; Robison, Andrew; Royal Academy of Arts (Great Britain); National Gallery of Art (U.S.). . Yale University Press. 1994: 509  [5 March 2018]. ISBN 978-0300061864.